# Чилековское сельское поселение
Чилековское се́льское поселе́ние — муниципальное образование в составе Котельниковского района Волгоградской области.
Административный центр — посёлок Равнинный.

## История
Чилековское сельское поселение образовано 14 марта 2005 года в соответствии с Законом Волгоградской области № 1028-ОД.

## Население
| 2010  | 2012  | 2013  | 2014  | 2015  | 2016  | 2017  |
| ----- | ----- | ----- | ----- | ----- | ----- | ----- |
| 1608  | ↘1565 | ↘1544 | →1544 | ↘1533 | ↘1526 | ↘1511 |
| 2018  | 2019  | 2020  | 2021  |       |       |       |
| ↘1486 | ↘1458 | ↘1446 | ↗1450 |       |       |       |

## Состав сельского поселения
| № | Населённый пункт | Тип населённого пункта          | Население |
| - | ---------------- | ------------------------------- | --------- |
| 1 | Небыков          | хутор                           | 133       |
| 2 | Равнинный        | посёлок, административный центр | 906       |
| 3 | Терновой         | посёлок                         | 221       |
| 4 | Чилеково         | железнодорожная станция         | 348       |